# Ginger Lynn

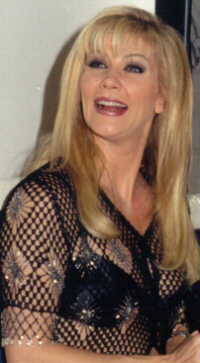
Ginger Lynn

Ginger Lynn (n. 14 decembrie 1962, Rockford, Illinois; de fapt Ginger Lynn Allen) este o actriță porno americană.

## Date biografice
În 1982 în California, Ginger Lynn, începe să se lase fotografiată nudă, iar ulterior începe să joace diferite roluri în filme pornografice. Ea este considerată ca una dintre mai apreciate actrițe porno a anilor 1980. O popularitate asemănătoare o atinge numai Traci Lords și Christy Canyon. Ginger declară oficial în 1986 că se retrage din industria pornografică și caută să joace ca actriță numai în filme serioase, seriale TV sau jocuri video pentru computer. În 1991 este condamnată la 17 zile închisoare pentru date false declarate la venitul impozabil și consum de stupefiante. Din 1999 începe să accepte roluri secundare în filme cinematografice și pornografice. Ginger Lynn are un fiu și trăiește în prezent în California.